# Nurłan Orozbek uułu
Nurłan Orozbek uułu (Orozbajew) (ur. 27 listopada 1988) – kirgiski zapaśnik w stylu wolnym. Zdobył brązowy medal w mistrzostwach Azji w 2009. Trzeci na mistrzostwach Azji juniorów w 2006 roku.